# Reggie Moore
Pour les articles homonymes, voir Moore.
Reggie Moore, né le 31 mars 1981 à Lemoore (Californie) et mort à Luanda le 12 juin 2023, est un joueur  de basket-ball américain naturalisé angolais. Il évolue aux postes d'ailier fort et de pivot.

## Palmarès
- Champion USBL 2007
- Champion d'Afrique 2013
- Médaille d'or aux Jeux africains de 2015
- Vice-champion d'Afrique 2015